# 拉迪斯劳·卡夫雷拉县
拉迪斯勞·卡夫雷拉县（西班牙語：Provincia de Ladislao Cabrera），是玻利維亞的县份，位於該國西部，屬於奧魯羅省的一部分，县府設於萨利纳斯-德加尔西门多萨，面積6,554平方公里，2001年人口11,698，人口密度每平方公里1.8人。